# Joel Kaplan
Pour les articles homonymes, voir Kaplan.
 (mai 2025).
La mise en forme du texte ne suit pas les recommandations de Wikipédia : il faut le « wikifier ».
Les points d'amélioration suivants sont les cas les plus fréquents. Le détail des points à revoir est peut-être précisé sur la page de discussion.
- Les titres sont pré-formatés par le logiciel. Ils ne sont ni en capitales, ni en gras.
- Le texte ne doit pas être écrit en capitales (les noms de famille non plus), ni en gras, ni en italique, ni en « petit »…
- Le gras n'est utilisé que pour surligner le titre de l'article dans l'introduction, une seule fois.
- L'italique est rarement utilisé : mots en langue étrangère, titres d'œuvres, noms de bateaux, etc.
- Les citations ne sont pas en italique mais en corps de texte normal. Elles sont entourées par des guillemets français : « et ».
- Les listes à puces sont à éviter, des paragraphes rédigés étant largement préférés. Les tableaux sont à réserver à la présentation de données structurées (résultats, etc.).
- Les appels de note de bas de page (petits chiffres en exposant, introduits par l'outil «  Source ») sont à placer entre la fin de phrase et le point final[comme ça].
- Les liens internes (vers d'autres articles de Wikipédia) sont à choisir avec parcimonie. Créez des liens vers des articles approfondissant le sujet. Les termes génériques sans rapport avec le sujet sont à éviter, ainsi que les répétitions de liens vers un même terme.
- Les liens externes sont à placer uniquement dans une section « Liens externes », à la fin de l'article. Ces liens sont à choisir avec parcimonie suivant les règles définies. Si un lien sert de source à l'article, son insertion dans le texte est à faire par les notes de bas de page.
- La présentation des références doit suivre les conventions bibliographiques. Il est recommandé d'utiliser les modèles {{Ouvrage}}, {{Chapitre}}, {{Article}}, {{Lien web}} et/ou {{Bibliographie}}. Le mode d'édition visuel peut mettre en forme automatiquement les références.
- Insérer une infobox (cadre d'informations à droite) n'est pas obligatoire pour parachever la mise en page.

Pour une aide détaillée, merci de consulter Aide:Wikification.
Si vous pensez que ces points ont été résolus, vous pouvez retirer ce bandeau et améliorer la mise en forme d'un autre article.
Joel David Kaplan (né en 1969) est un conseiller politique, lobbyiste et avocat américain. Il devient vice-président des politiques publiques mondiales de Facebook en 2014 et l'est encore en 2025.
En janvier 2025, il est annoncé que Kaplan deviendrait aussi président des affaires mondiales de Meta Platforms (propriétaire de Facebook), au printemps 2025,,.
Acteur politique républicain de longue date, Kaplan a fait partie durant huit ans dans l'administration de George W. Bush, notamment en tant que chef de cabinet adjoint de la Maison Blanche pour la politique.
Au sein de Facebook, Kaplan est décrit par le New York Times comme la voix de la droite conservatrice. Il a contribué à y placer des conservateurs à des postes clés. Il a défendu les intérêts de sites Web de droite ou de l'extrême droite américaine tels Breitbart News et The Daily Caller au sein de Facebook,,,,.
Il a plaidé — avec succès — pour des changements dans l'algorithme de fact-checking de Facebook, qui se sont traduits par la promotion des intérêts des publications de la droite politique conservatrice américaine, et il a réussi à empêcher Facebook de fermer des groupes accusés d'avoir diffusé de fausses nouvelles, arguant que cela ciblerait de manière disproportionnée les conservateurs,,.

## Jeunesse et éducation
Joel David Kaplan, né en 1969 a grandi à Weston, Massachusetts, troisième enfant de son père, avocat pour les syndicats municipaux, et de sa mère, administratrice d'université (tous deux apparemment démocrates libéraux),.
Il a fréquenté l'université Harvard, y a brièvement fréquenté sa future collègue de Meta /Facebook, Sheryl Sandberg au cours de sa première année, et est devenu actif en tant qu'étudiant démocrate (notamment en défendant le logement étudiant déségrégué ; voir aussi ce qui suit), ; il y a obtenu le baccalauréat ès arts de Harvard, en 1991[réf. nécessaire]. Selon un ami de Kaplan à Harvard, les manifestations sur le campus contre l'invasion américaine du Koweït pendant la guerre du Golfe — qui comprenaient le port de masques à gaz et des slogans de l'époque du Vietnam — « ont laissé de nombreux étudiants froids » ; Benjamin Woffard, écrivant pour Wired Magazine, associe ces événements à un changement dans la politique de Kaplan, notant qu'à la fin de sa dernière année, il avait omis les activités avec les démocrates de son entrée dans l'annuaire,.
Après l'université, il sert comme officier d'artillerie dans le Corps des Marines des États-Unis pendant quatre ans. Il a ensuite obtenu un Juris Doctor de la Harvard Law School en 1998.

## Carrière

### Clercariat, entrées en politique
Kaplan est d'abord démocrate à l'université, avec notamment une élection réussie au caucus du parti local comme délégué alternatif,,, puis on l'a décrit comme démocrate conservateur actif au début des années 1990. Après ses études de droit, il a été greffier du juge J. Michael Luttig de la Cour d'appel du quatrième circuit et du juge Antonin Scalia de la Cour suprême,. Il bascule officiellement du côté des républicain à la fin des années 1990.
Il est ensuite conseiller politique de la campagne présidentielle de George W. Bush en 2000, durant laquelle il participe le 22 novembre 2000 à l'émeute de Brooks Brothers (en) en Floride lors du recomptage des votes pour la présidentielle de cet État

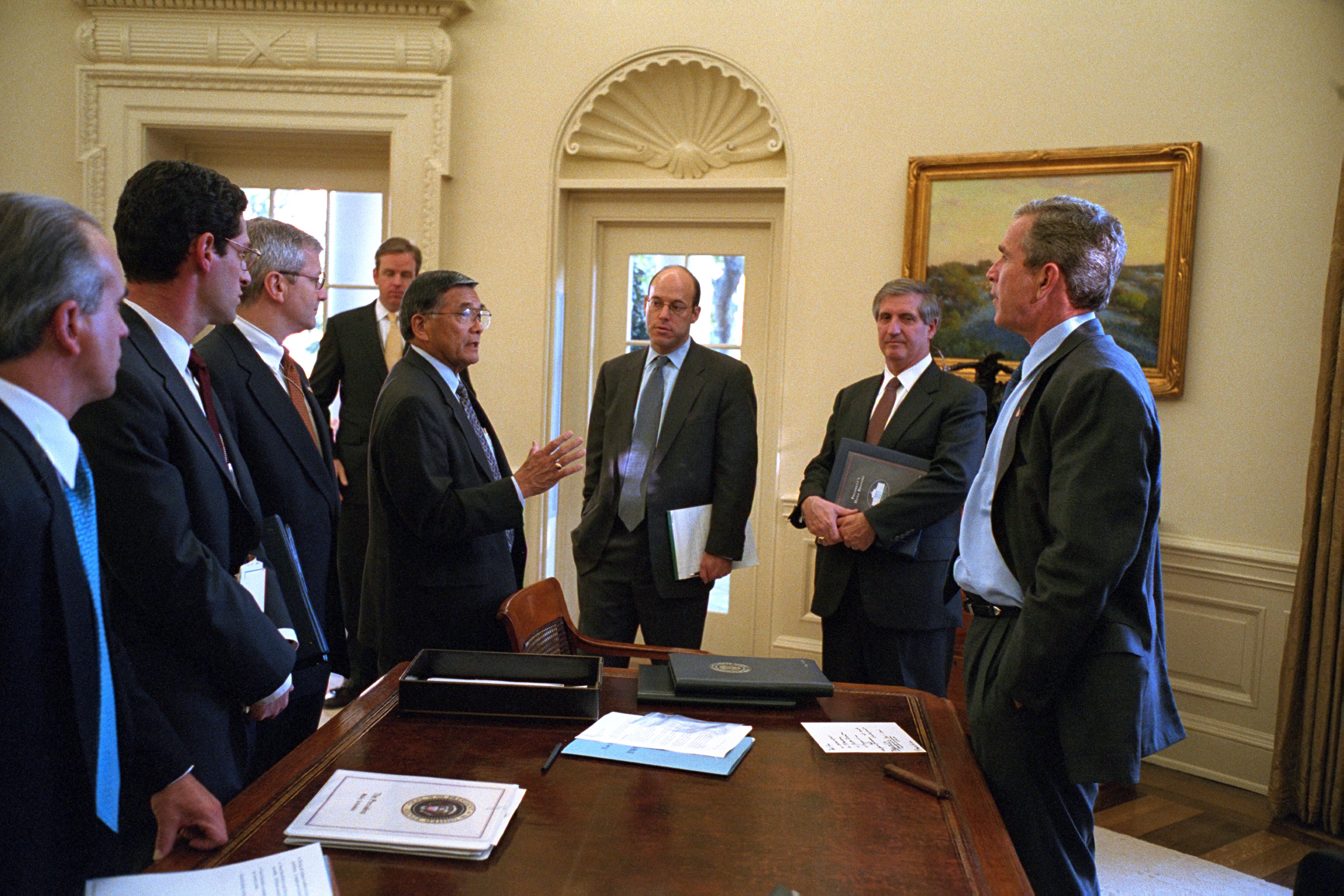
Le président George W. Bush rencontre Kaplan et d'autres responsables dans le bureau ovale en 2001.

De 2001 à 2003, Kaplan est assistant spécial du président pour la politique au sein du bureau du chef de cabinet de la Maison Blanche, puis directeur adjoint du Bureau de la gestion et du budget (sous la direction de Joshua Bolten). Lorsqu'il était à l'OMB, en 2006, Kaplan a déclaré que l'administration réduirait le déficit de moitié d'ici 2009.
En avril 2006, il revient à la Maison Blanche comme chef de cabinet adjoint de la Maison Blanche ; chargé des politiques, reprenant les fonctions de planification des politiques de Karl Rove dans le cadre d'un remaniement du personnel par le chef de cabinet de la Maison Blanche, Josh Bolten. Blake Gottesman était l'autre chef d'état-major adjoint, qui se concentrait sur les opérations. Quand il était dans l'administration Bush, Kaplan était considéré comme très proche de Bolten.

### Lobbyste
Avant de rejoindre Facebook, Kaplan est aussi vice-président exécutif des politiques publiques et des affaires extérieures d' Energy Future Holdings (EFH), où il supervisait les affaires publiques de l'entreprise et dirigeait les efforts d'EFH pour « démontrer et communiquer publiquement son rôle dans l'industrie de l'énergie ».
Pantouflage chez  Méta (Facebook)
Dans le cadre des efforts de lobbysme de Facebook, visant à « renforcer » les liens de l'entreprise avec les législateurs républicains du Capitole, en mai 2011, Facebook embauche Kaplan et le nomme  vice-président de la politique publique américaine,,. En octobre 2014, Kaplan succède à Marne Levine au poste stratégique de vice-président des politiques publiques mondiales de Facebook, pantouflage qui se prolonge ensuite
Au sein de l'entreprise, Kaplan s'est opposé aux efforts de réduction des discours racistes incendiaires.
Il a joué un rôle important dans l’élaboration d’une exception pour les discours politiques dignes d’intérêt lorsqu’il s’agit de décider si un contenu viole les directives de la communauté. Lors des élections de 2016, Kaplan a plaidé contre la fermeture des groupes Facebook diffusant de fausses nouvelles, soutenant que se débarrasser de ces groupes aurait ciblé de manière disproportionnée les conservateurs,. Pendant et après l’élection présidentielle américaine de 2016, Kaplan s’est opposé à ce que Facebook divulgue publiquement l’étendue des opérations d’influence russes sur la plateforme.
En 2017, après le Scandale Facebook-Cambridge Analytica / AggregateIQ ayant montré comment Facebook a été utilisé pour manipuler l'opinion et diverses élections en faveur de la droite et de l'extrême droite, Facebook modifie son algorithme pour exposer les utilisateurs à plus de contenu venant de la famille et des amis ; et à moins de contenu provenant d'éditeurs classés par Facebook comme se livrant à la désinformation. Kaplan dit s'interroger sur l'algorithme qui selon lui, nuirait de manière disproportionnée aux publications faites par les conservateurs, et il a plaidé - avec succès - pour que Facebook modifie à nouveau l'algorithme.
Il s'est opposé à un projet Facebook visant à permettre aux utilisateurs de la plateforme ayant des opinions politiques différentes d'interagir les uns avec les autres de manière moins hostile. Kaplan a argué que cette fonctionnalité conduirait les conservateurs à accuser Facebook de partialité,. Kaplan a aussi défendu Breitbart News et The Daily Caller au sein de Facebook, et il a contribué à placer des conservateurs à des postes clés au niveau de la direction de Facebook.
En 2018, il a fait partie de ceux qui ont ardemment plaidé en faveur de la nomination de Brett Kavanaugh à la Cour suprême ; Kaplan était d'ailleurs assis derrière Kavanaugh lors de ses audiences de confirmation au Sénat et il a organisé une fête pour Kavanaugh après sa nomination à la Cour suprême.
Durant la première présidence de Donald Trump, Kaplan entretenait des relations amicales avec son administration, qui a même envisagé un moment de le nommer à la tête du Bureau de la gestion et du budget.
En janvier 2025, Kaplan est nommé président des affaires mondiales chez Meta (succédant à Nick Clegg) : cette nomination a été décrite comme faisant partie des efforts de Meta pour améliorer ses relations avec Donald Trump avant son second mandat,.
Dans le livre « Careless People » publié en mars 2025, Sarah Wynn-Williams, ancienne dirigeante de Meta, écrit que Kaplan lui a demandé de travailler durant son congé de maternité, et l'avait régulièrement bombardée de commentaires à caractère sexuel et s'était moquée d'elle lors d'une fête d'entreprise. En réponse, Meta a publié une déclaration affirmant qu'une enquête interne avait blanchi Kaplan et que Wynn-Williams avait fait des « allégations de harcèlement trompeuses et sans fondement »,.

## Vie personnelle
Le 8 avril 2006, Kaplan a épousé Laura Cox Kaplan (anciennement Laura Lyn Cox) à Washington, DC. Les familles Kaplan et Kavanaugh entretiennent des relations étroites, comme le décrit Laura : « [n]ous partageons nos familles »